# Рондиноне, Уго
Уго Рондиноне (Ugo Rondinone, род. 30 ноября 1964, Бруннен, Швейцария, с 1998 живет и работает в Нью-Йорке, США) — современный швейцарский художник.

## Образование
- 1986—1990 Hochschule für angewandte Kunst, Вена

## Творчество
Уго Рондиноне начал выставлять свои работы в 1985. Художник работает в разных медиа: живопись, графика, фотография, видео, инсталляция, скульптура. Будь то похожие на мандалы полотна, большие рисунки с натуры, многоканальный видео энвайронмент, художник исследует понятия эмоциональной и психической глубины, найденные в самых банальных элементах повседневной жизни. Уго Рондиноне привлек внимание международной арт-сцены в начале 1990-х инсталляциями, сочетающими фотографию, видео, живопись, графику, скульптуру и звук. Он известен театральными инсталляциями, погружающими зрителя в определенное состояние. Будь то полированные поверхности, использование цвета, звуки музыки или мускусный запах, работы начинают открывать множество поэтических ассоциаций. Рондиноне показывает конфликт между реальностью и миром мечты и обмана, отражает чувство отчуждения и разрыва связей.

### Неоновые знаки
С 1997 Рондиноне использует практику создания знаков. Он берет фразу из популярной песни или повседневные возгласы и превращает их в похожие на радугу неоновые скульптуры, служащие радостными утверждениями любви и жизни. Его известная работа Hell, Yes! (2001) воплощает философию открытости, бесстрашия и оптимизма.

### I don’t live here anymore Portfolio
В 2000 Рондиноне создал серию фотографий I don’t live here anymore Portfolio, в которой снялся в виде различных персонажей. Эта работа сразу вызывает в памяти творчество Синди Шерман, которая на протяжении своей карьеры фотографировала себя в качестве модели и в различных ролях. Как и Синди Шерман, Рондиноне не дал названия работам в серии. Все они подписаны «без названия». В поисках идентичности, Рондиноне исследует статус художника в обществе, а в более широком смысле, сексуальную идентичность в современном мире.

### Скульптура
В 2007 около Ритц-Карлтон в Нью-Йорке была установлена скульптура Рондиноне, озаглавленная air gets into everything even nothing & get up girl a sun is running the world. Скульптура представляет собой два белых дерева без листьев, которые выглядят так, будто были доставлены на Нижний Манхэттен из зачарованного леса «Волшебника страны Оз». Рондиноне нашел два 2000-летних плодоносящих оливковых дерева недалеко от города, в котором родились его родители, и отлил их в алюминии. Каждое весит почти тонну. Размещение деревьев в урбанистическом окружении связано с темами времени и перемещения, взаимосвязи между естественной и искусственной средой, которые волнуют художника.
Рондиноне часто использует следующий прием: существующие предметы копируются в металле, окрашиваются (часто таким образом, чтобы не отличаться внешне от оригинала) и помещаются в нехарактерную для себя обстановку. Такой метод перемещения позволяет художнику выявить психологически заряженные состояния. В 2008, для совместной с Martin Boyce выставки We Burn, We Shiver в Sculpture Center в Нью-Йорке, Рондиноне отлил в бронзе камин и речной камень. Камин был скопирован с настоящего камина девятнадцатого века и встроен в отдельно стоящую стену. На выставке turn back time в галерее Raucci/Santamaria в Неаполе несколько скульптурных элементов были разбросаны на полу и в углах, оставляя большую часть комнаты пустой. Отлитые в бронзе, работы были копиями в натуральную величину повседневных объектов: пяти лимонов, двух тонких осиновых бревен, четырех листов пенопласта и старой деревянной двери. Подчеркивая неустойчивость и распад — лимоны, которые в конечном итоге сгниют, отслужившая своё дверь — Рондиноне почти буквально создает натюрморт, где чувство утраты может быть преодолено при помощи обмана. Для выставки twelve sunsets, twenty nine dawns, all in one в Galerie Eva Presenhuber (Цюрих) Рондиноне создал более парадоксальные объекты. Работа Diary of clouds представляет собой 64 небольшие восковые скульптуры облаков, размещенные на деревянных полках. Серия скульптур we run through a desert on burning feet, all of us are glowing our faces look twisted — копии известняковых выветрившихся пород из района озера Тай в Китае. Пространство зала галереи заполнено неровными скалистыми формами, выше человеческого роста, стоящими на низких квадратных платформах. А кусок картона (still.life.) у стены оказывается окрашенным железом.

### The Third Mind
В 2007 Уго Рондиноне выступил куратором выставки The Third Mind в Пале де Токио в Париже. The Third Mind стала одной из серии выставок в Пале де Токио, когда известному художнику предоставляется свобода сделать выставку по своему усмотрению. Среди представленных художников оказались Роберт Гобер, Toba Khedoori, Сара Лукас, Пол Тек (Paul Thek), Урс Фишер, Ребекка Уоррен и Энди Уорхол (всего на выставке были выставлены работы 31 художника). Название выставки происходит от названия не опубликованной книги «The Third Mind» Берроуза и Брайона Гайсина (Brion Gysin).

## Групповые выставки
В 2007 Уго Рондиноне был одним из четырех художников, представлявших Швейцарию на 52-й Венецианской биеннале (работы художников Christine Streuli и Yves Netzhammer были выставлены в швейцарском павильоне в парке Giardini, а произведения Урса Фишера и Уго Рондиноне — в церкви San Stae. Художник участвовал во многих групповых выставках, включая 54 Carnegie International, Леонскую биеннале, «Drawing Now: Eight Propositions» в Музее современного искусства в Нью-Йорке.

## Персональные выставки
| - 2012 «Nude», Музей Кикладского искусства, Греция, г. Афины - 2010 Kunstmuseum Aarau, Арау - 2010 Louisiana Museum of Contemporary Art, Дания - 2009 Festival d’Automne, Париж - 2009 Galerie Almine Rech, Париж - 2009 Museo de Art Contemporaneo, Леон, Испания - 2009 Louisiana Museum of Modern Art, Хумлебек, Дания - 2009 Sadie Coles HQ, Лондон - 2009 Moonrise. east., Aqualium, Испания - 2008 Sculpture Center, Нью-Йорк - 2008 Moonrise. East: Public Art Project, Art Basel, Швейцария - 2008 twelve sunsets, twenty nine dawns, all in one, Galerie Eva Presenhuber, Цюрих - 2007 Hell, Yes! New Museum of Contemporary Art, Нью-Йорк - 2007 Big Mind Sky, Matthew Marks Gallery, Нью-Йорк - 2007 air gets into everything even nothing & get up girl a sun is running the world, Creative Time: Art on the Plaza, Battery Park, Нью-Йорк - 2006 giorni felici, Galleria Civica de Modena, Италия - 2006 zero built a nest in my navel, Whitechapel Art Gallery, London; traveled to the Fruitmarket Gallery, Эдинбург - 2006 on butterfly wings,Galerie Almine Rech, Париж - 2006 Unday, Galerie Esther Schipper,Берлин - 2006 a waterlike still, Ausstellungshalle zeitgenössische Kunst, Münster - 2006 my endless numbered days, Sadie Coles HQ, Лондон - 2006 Ausstellungshalle für zeitgenössische Kunst, Münster - 2005 Sunsetsunrise, Sommer Contemporary Art, Тель-Авив - 2004 I Don’t Live Here Anymore, Sprengel Museum Hannover - 2004 Long Gone Sole, Matthew Marks Gallery, Нью-Йорк - 2004 Sail Me on a Silver Sun, Raucci,/Santamaria Gallery, Неаполь - 2004 Nothing Has Changed, Gruppe Oesterreichische Guggenheim, Вена - 2004 Long Nights Short Years, Le Consortium, Дижон - 2004 Clockwork for Oracle, Австралийский Центр современного искусства, Мельбурн - 2003 Moonrise, Galerie Hauser & Wirth & Presenhuber, Цюрих | - 2003 Lessness, Galerie Almine Rech, Париж - 2003 Our Magic Hour, Музей современного искусства, Сидней - 2003 Roundelay, Центр Помпиду, Париж - 2002 Our Magic Hour, Центр современных визуальных искусств, Brighton - 2002 1988, Works on Paper Inc., Лос-Анджелес - 2002 The Dancer and the Dance, Galerie Krobath+Wimmer, Вена - 2002 CigaretteSandwich, Sadie Coles HQ, Лондон - 2002 Coming up for Air, Württembergischer Kunstverein Stuttgart, Германия - 2002 No How On, Kunsthalle, Вена - 2002 A Horse With No Name, Matthew Marks Gallery, Нью-Йорк - 2002 Le Consortium, Дижон, Франция - 2002 Gallery Taka Ishi, Токио - 2001 Slow Graffitti, Galerie Schipper & Krome, Берлин - 2001 Fond Regional d’Art Contemporain Provence Alpes Cote d’Azur (FracPaca), Марсель - 2001 Kiss Tomorrow Goodbye, Palazzo delle Esposizioni, Рим - 2001 Yesterday’s Dancer, Sommer Contemporary Art, Тель-Авив - 2001 Dreams and Dramas, Herzliya Museum of Art, Herzliya, Израиль - 2000 So Much Water, So Close to Home, P.S.1, Long Island City, Нью-Йорк - 2000 Love Invents Us, Matthew Marks Gallery, Нью-Йорк - 2000 Hell Yes!, Sadie Coles HQ, Лондон - 2000 If there were anywhere but desert, Mont Blanc Boutique, New York; Traveled to Galerie Almine Rech, Париж - 2000 A Doubleday and a Pastime, Galleria Raucci/ Santamaria, Неаполь - 1999 Guided By Voices, Kunsthaus Glarus, (curated by Beatrix Ruf), Швейцария - 1999 Traveled to Galerie für zeitgenössische Kunst Leipzig, Германия | - 1999 Moonlighting, Galerie Hauser & Wirth & Presenhuber, Цюрих - 1999 Light of Fallen Stars, Yves Saint Laurent Boutique, Нью-Йорк - 1999 In the Sweet Years Remaining, Galerie Schipper & Krome, Берлин - 1998 The Evening Passes Like Any Other, Galerie Almine Rech, Париж - 1998 In the Sweet Years Remaining, Galerie João Graça, Лиссабон - 1998 So Much Water, So Close to Home, Krobath & Wimmer, Вена - 1997 Moonlight and Aspirin, Galleria Bonomo,Рим - 1997 StillSmoking, Galleria Raucci/St. Maria, Неаполь - 1997 Where Do We Go From Here, Le Consortium, Дижон, Франция - 1997 Tender Places Come From Nothing, Cato Jans Der Raum, Гамбург - 1996 Heyday, Centre d’Art Contemporain, Женева - 1996 DogDays Are Over, Museum für Gegenwartskunst, Цюрих - 1996 Le Case d’Arte, Милан - 1995 Galerie Walcheturm, Цюрих - 1995 Migrateurs, ARC, Musée d’Art Moderne de la Ville de Paris - 1995 Meantime, Galerie Froment-Putman, Париж - 1994 Galerie Six Friedrich, Мюнхен - 1994 Galerie Daniel Buchholz, Кёльн - 1994 Galerie Ballgasse, Вена - 1994 Centre d’Art Contemporain de Martigny, Швейцария - 1992 Pasttime, Galerie Walcheturm, Цюрих - 1991 Galerie Walcheturm, Цюрих - 1991 Galerie Pinx, Oskar Schmidt, Вена - 1991 Galerie Martina Detterer,Франкфурт - 1989 Galerie Pinx, Oskar Schmidt, Вена - 1987 Raum für aktuelle Schweizer Kunst, Люцерн - 1986 Sec 52, Ricco Bilger, Цюрих - 1985 Galerie Marlene Frei, Цюрих |

## Проекты
| - 2005 Kunst und Bau, Wohnsiedlung Werdwies, Zurich-Altstetten - 2005 New residence of the Swiss Embassy, Washington DC - 2004 Showcases, Louis Vuitton, worldwide | - 2004 LVMH, Headquarter Avenue Montaigne, Paris - 2004 Dior Homme, New York, Fitting Rooms - 2002 SEMAPA et Galerie Almine Rech, Paris, cry me a river | - 2000 Mont Blanc Art Opening, New York - 2001 fa projects, London - 1998 EPA Schaufenster, Luzern |

## Публичные коллекции
| - Queensland Art Gallery / Gallery of Modern Art, Brisbane, QLD - Sammlung Essl — Kunsthaus, Klosterneuburg - T-B A21 — Thyssen-Bornemisza Art Contemporary, Вена - Vanhaerents Art Collection, Брюссель - FRAC — Poitou-Charentes, Angoulême - Le Consortium, Дижон - FRAC — Nord-Pas de Calais, Dunkerque | - FRAC — Limousin, Limoges - FRAC — Provence-Alpes-Côte d’Azur, Марсель - Centre Pompidou — Musée National d´Art Moderne, Париж - Musée d’Art Moderne et Contemporain (MAMCS), Strasbourg - Daimler Contemporary, Берлин - Galerie für Zeitgenössische Kunst, Лейпциг - Herzliya Museum of Contemporary Art, Герцлия | - Fondazione Morra Greco, Неаполь - Museu d´Art Contemporani de Barcelona, Барселона - Centro de Artes Visuales Helga de Alvear, Касерес - Kunstmuseum Luzern, Люцерн - Фотомузей Винтертур, Винтертур - Migros Museum (недоступная ссылка), Цюрих |

## Награды и гранты
| - 1998/99 Werkjahr P.S.1, Long Island City, Нью-Йорк - 1998/99 Bundesamt für Kultur, Берн - 1998 Schweizer Plakat des Jahres 1998: ‘Eidgenössische Preise für freie Kunst1998‘ | - 1997/98 Werkjahr New York der Stadt Цюрих - 1995 Eidgenössicher Preis für Freie Kunst - 1994 Eidgenössicher Preis für Freie Kunst - 1993 Kiefer — Hablitzel Stipendium | - 1991 Eidgenössicher Preis für Freie Kunst - 1991 Kiefer — Hablitzel Stipendiu - 1991 Kantonales Werkjahr |